# Тур WTA 1973
Тур WTA 1973 тривав з грудня 1972 до листопада 1973 року та містив 65 турнірів.
Тур був поділений на дві серії: Virginia Slims Circuit і Commercial Union Assurance Grand Prix, спонсоровані сигаретами Virginia Slims.. 1973 року Тур було вперше офіційно офрмлено.

## Графік
Нижче наведено повний розклад  турнірів сезону, включаючи перелік тенісистів, які дійшли на турнірах щонайменше до чвертьфіналу.
Позначення
| Турніри Великого шолома               |
| Virginia Slims championships          |
| Virginia Slims Circuit                |
| Commercial Union Assurance Grand Prix |
| Турніри поза серіями                  |
| Командні змагання                     |

### Грудень (1972)
| Тиждень           | Турнір | Чемпіонки                             | Фіналістки                 | Півфіналістки                  | Чвертьфіналістки                                             |
| ----------------- | --- | ------------------------------------- | -------------------------- | ------------------------------ | ------------------------------------------------------------ |
| 25 грудня 1 січня | Відкритий чемпіонат Австралії з тенісу Мельбурн, Австралія Grand Slam (A) Трава – 64S/32D Одиночний розряд – Парний розряд | Маргарет Корт 6–4, 7–5                | Івонн Гулагонг-Коулі       | Керрі Мелвілл Савамацу Кадзуко | Карен Крантцке Діанне Фромгольтц Вірджинія Вейд Керрі Гарріс |
| 25 грудня 1 січня | Відкритий чемпіонат Австралії з тенісу Мельбурн, Австралія Grand Slam (A) Трава – 64S/32D Одиночний розряд – Парний розряд | Маргарет Корт Вірджинія Вейд 6–4, 6–4 | Керрі Гарріс Керрі Мелвілл | Керрі Мелвілл Савамацу Кадзуко | Карен Крантцке Діанне Фромгольтц Вірджинія Вейд Керрі Гарріс |

### Січень
| Тиждень  | Турнір | Чемпіонки                             | Фіналістки                     | Півфіналістки                            | Чвертьфіналістки                                            |
| -------- | --- | ------------------------------------- | ------------------------------ | ---------------------------------------- | ----------------------------------------------------------- |
| 15 січня | British Motor Cars Invitational Сан-Франциско, США Virginia Slims $25,000 Одиночний розряд – Парний розряд  | Маргарет Корт 6–3, 6–3                | Керрі Мелвілл                  | Валері Зігенфусс Розмарі Касалс          | Марсі Луї Ненсі Річі Франсуаз Дюрр Венді Овертон            |
| 15 січня | British Motor Cars Invitational Сан-Франциско, США Virginia Slims $25,000 Одиночний розряд – Парний розряд  | Маргарет Корт Леслі Гант 6–1, 7–5     | Венді Овертон Валері Зігенфусс | Валері Зігенфусс Розмарі Касалс          | Марсі Луї Ненсі Річі Франсуаз Дюрр Венді Овертон            |
| 22 січня | British Motor Cars of Los Angeles Лос-Анджелес, США Virginia Slims $25,000 Одиночний розряд – Парний розряд | Маргарет Корт 7–5, 6–7(1–5), 7–5      | Ненсі Річі                     | 3rd: Бетті Стеве 4th: Розмарі Касалс     | Карен Крантцке Керрі Мелвілл Франсуаз Дюрр Валері Зігенфусс |
| 22 січня | British Motor Cars of Los Angeles Лос-Анджелес, США Virginia Slims $25,000 Одиночний розряд – Парний розряд | Розмарі Касалс Джулі Гелдман Walkover | Маргарет Корт Леслі Гант       | 3rd: Бетті Стеве 4th: Розмарі Касалс     | Карен Крантцке Керрі Мелвілл Франсуаз Дюрр Валері Зігенфусс |
| 29 січня | Virginia Slims of Washington Вашингтон, США Virginia Slims $25,000 Одиночний розряд – Парний розряд         | Маргарет Корт 6–1, 6–2                | Керрі Мелвілл                  | 3rd: Розмарі Касалс 4th: Джанет Ньюберрі | Джулі Гелдман Бетті Стеве Венді Овертон Валері Зігенфусс    |
| 29 січня | Virginia Slims of Washington Вашингтон, США Virginia Slims $25,000 Одиночний розряд – Парний розряд         | Розмарі Касалс Джулі Гелдман 6–3, 6–3 | Керрі Гарріс Керрі Мелвілл     | 3rd: Розмарі Касалс 4th: Джанет Ньюберрі | Джулі Гелдман Бетті Стеве Венді Овертон Валері Зігенфусс    |

### Лютий
| Тиждень   | Турнір | Чемпіонки                                    | Фіналістки                      | Півфіналістки                            | Чвертьфіналістки                                             |
| --------- | --- | -------------------------------------------- | ------------------------------- | ---------------------------------------- | ------------------------------------------------------------ |
| 5 лютого  | Barnett Bank Classic Маямі, США Virginia Slims $30,000 Одиночний розряд – Парний розряд                           | Маргарет Корт 4–6, 6–1, 7–5                  | Керрі Мелвілл                   | 3rd: Розмарі Касалс 4th: Карен Крантцке  | Лаура Россоув Джулі Гелдман Валері Зігенфусс Венді Джилкріст |
| 5 лютого  | Barnett Bank Classic Маямі, США Virginia Slims $30,000 Одиночний розряд – Парний розряд                           | Франсуаз Дюрр Бетті Стеве 4–6, 6–2, 6–3      | Розмарі Касалс Біллі Джин Кінг  | 3rd: Розмарі Касалс 4th: Карен Крантцке  | Лаура Россоув Джулі Гелдман Валері Зігенфусс Венді Джилкріст |
| 19 лютого | Virginia Slims of Indianapolis Індіанаполіс, США Virginia Slims $25,000 Одиночний розряд – Парний розряд          | Біллі Джин Кінг 5–7, 6–2, 6–4                | Розмарі Касалс                  | 3rd: Маргарет Корт 4th: Леслі Гант       | Керрі Гарріс Корінн Молсворт Пем Тігуарден Керрі Мелвілл     |
| 19 лютого | Virginia Slims of Indianapolis Індіанаполіс, США Virginia Slims $25,000 Одиночний розряд – Парний розряд          | Розмарі Касалс Біллі Джин Кінг 7–6, 6–4      | Маргарет Корт Леслі Гант        | 3rd: Маргарет Корт 4th: Леслі Гант       | Керрі Гарріс Корінн Молсворт Пем Тігуарден Керрі Мелвілл     |
| 26 лютого | Virginia Slims of Detroit Детройт, США Virginia Slims $25,000 Одиночний розряд – Парний розряд                    | Маргарет Корт 7–6, 6–3                       | Керрі Мелвілл                   | 3rd: Біллі Джин Кінг 4th: Розмарі Касалс | Леслі Гант Джулі Гелдман Лора Дюпонт Валері Зігенфусс        |
| 26 лютого | Virginia Slims of Detroit Детройт, США Virginia Slims $25,000 Одиночний розряд – Парний розряд                    | Розмарі Касалс Біллі Джин Кінг 6–3, 3–6, 6–1 | Карен Крантцке Бетті Стеве      | 3rd: Біллі Джин Кінг 4th: Розмарі Касалс | Леслі Гант Джулі Гелдман Лора Дюпонт Валері Зігенфусс        |
| 26 лютого | Virginia Slims of Fort Lauderdale Форт-Лодердейл, USA Grand Prix (A) (i) – 16S/8D Одиночний розряд, Парний розряд | Кріс Еверт 6–1, 6–2                          | Вірджинія Вейд                  | Лінда Туеро Івонн Гулагонг-Коулі         | Маріе Пінтерова Мартіна Навратілова Джінн Еверт Патті Гоган  |
| 26 лютого | Virginia Slims of Fort Lauderdale Форт-Лодердейл, USA Grand Prix (A) (i) – 16S/8D Одиночний розряд, Парний розряд | Гейл Шанфро Вірджинія Вейд 4–6, 6–3, 6–3     | Івонн Гулагонг-Коулі Дженет Янг | Лінда Туеро Івонн Гулагонг-Коулі         | Маріе Пінтерова Мартіна Навратілова Джінн Еверт Патті Гоган  |

### Березень
| Тиждень    | Турнір | Чемпіонки                                   | Фіналістки                      | Півфіналістки                             | Чвертьфіналістки                                                   |
| ---------- | --- | ------------------------------------------- | ------------------------------- | ----------------------------------------- | ------------------------------------------------------------------ |
| 5 березня  | Virginia Slims of Chicago Чикаго, США Virginia Slims $30,000 Одиночний розряд – Парний розряд                   | Маргарет Корт 6–2, 4–6, 6–4                 | Біллі Джин Кінг                 | Керрі Мелвілл Розмарі Касалс              | Крістін Кеммер Пем Тігуарден Джанет Ньюберрі Джулі Гелдман         |
| 5 березня  | Virginia Slims of Chicago Чикаго, США Virginia Slims $30,000 Одиночний розряд – Парний розряд                   | Розмарі Касалс Біллі Джин Кінг 6–4, 6–2     | Карен Крантцке Бетті Стеве      | Керрі Мелвілл Розмарі Касалс              | Крістін Кеммер Пем Тігуарден Джанет Ньюберрі Джулі Гелдман         |
| 5 березня  | Maureen Connolly Brinker International Даллас, USA Grand Prix (A) (i) – 32S/16D Одиночний розряд, Парний розряд | Вірджинія Вейд 6–4, 6–1                     | Івонн Гулагонг-Коулі            | Кріс Еверт Савамацу Кадзуко               | Маріта Редондо Лінда Туеро Катя Еббінгаус Шерон Волш               |
| 5 березня  | Maureen Connolly Brinker International Даллас, USA Grand Prix (A) (i) – 32S/16D Одиночний розряд, Парний розряд | Івонн Гулагонг-Коулі Дженет Янг 6–3, 6–2    | Гейл Шанфро Вірджинія Вейд      | Кріс Еверт Савамацу Кадзуко               | Маріта Редондо Лінда Туеро Катя Еббінгаус Шерон Волш               |
| 12 березня | Virginia Slims of Richmond Ричмонд (Вірджинія), США Virginia Slims $25,000 Одиночний розряд – Парний розряд     | Маргарет Корт 6–2, 6–1                      | Джанет Ньюберрі                 | 3rd: Бетті Стеве 4th: Джулі Гелдман       | Пем Тігуарден Валері Зігенфусс Марсі Луї Ненсі Річі                |
| 12 березня | Virginia Slims of Richmond Ричмонд (Вірджинія), США Virginia Slims $25,000 Одиночний розряд – Парний розряд     | Маргарет Корт Леслі Гант 6–2, 7–6(5–4)      | Карен Крантцке Бетті Стеве      | 3rd: Бетті Стеве 4th: Джулі Гелдман       | Пем Тігуарден Валері Зігенфусс Марсі Луї Ненсі Річі                |
| 12 березня | U.S. National Women's Indoor Гінгем (Массачусетс), USA Grand Prix (C) (i) – ?S/?D                               | Івонн Гулагонг-Коулі 6–4, 6–4               | Вірджинія Вейд                  | Ольга Морозова Лінда Туеро                | Джекі Фейтер Маріе Пінтерова Ісабель Фернандес де Сото Гейл Шанфро |
| 12 березня | U.S. National Women's Indoor Гінгем (Массачусетс), USA Grand Prix (C) (i) – ?S/?D                               | Марина Крошина Ольга Морозова 6–2, 6–4      | Івонн Гулагонг-Коулі Дженет Янг | Ольга Морозова Лінда Туеро                | Джекі Фейтер Маріе Пінтерова Ісабель Фернандес де Сото Гейл Шанфро |
| 19 березня | Virginia Slims of Akron Акрон (Огайо), USA Grand Prix (B) (i) – 16S/8D Одиночний розряд, Парний розряд          | Кріс Еверт 6–3, 6–4                         | Ольга Морозова                  | Марина Крошина Маріта Редондо             | Вірджинія Вейд Лінда Туеро Ісабель Фернандес де Сото Сью Стап      |
| 19 березня | Virginia Slims of Akron Акрон (Огайо), USA Grand Prix (B) (i) – 16S/8D Одиночний розряд, Парний розряд          | Патті Гоган Шерон Волш 7–5, 6–4             | Мішель Ґюрдал Тріш Бостром      | Марина Крошина Маріта Редондо             | Вірджинія Вейд Лінда Туеро Ісабель Фернандес де Сото Сью Стап      |
| 26 березня | Virginia Slims of Tucson Тусон (Аризона), США Virginia Slims $25,000 Одиночний розряд – Парний розряд           | Керрі Мелвілл 6–3, 6–3                      | Ненсі Річі                      | 3rd: Розмарі Касалс 4th: Валері Зігенфусс | Лаура Россоув Керрі Гарріс Джанет Ньюберрі Венді Овертон           |
| 26 березня | Virginia Slims of Tucson Тусон (Аризона), США Virginia Slims $25,000 Одиночний розряд – Парний розряд           | Джанет Ньюберрі Пем Тігуарден 3–6, 7–6, 7–5 | Карен Крантцке Бетті Стеве      | 3rd: Розмарі Касалс 4th: Валері Зігенфусс | Лаура Россоув Керрі Гарріс Джанет Ньюберрі Венді Овертон           |
| 26 березня | Lady Gotham Open New York City, USA Grand Prix (B) (i) – 16S                                                    | Кріс Еверт 6–0, 6–4                         | Катя Еббінгаус                  | Марина Крошина Гельга Ніссен Мастгофф     | Ісабель Фернандес де Сото Савамацу Кадзуко Лінда Туеро Гайде Орт   |

### Квітень
| Тиждень   | Турнір | Чемпіонки                                    | Фіналістки                          | Півфіналістки                         | Чвертьфіналістки                                                          |
| --------- | --- | -------------------------------------------- | ----------------------------------- | ------------------------------------- | ------------------------------------------------------------------------- |
| 2 квітня  | Max-Pax Coffee Classic Філадельфія, США Virginia Slims $50,000 Одиночний розряд – Парний розряд                      | Маргарет Корт 6–1, 6–0                       | Керрі Гарріс                        | 3rd: Розмарі Касалс 4th: Леслі Гант   | Валері Зігенфусс Джанет Ньюберрі Ненсі Річі Керрі Мелвілл                 |
| 2 квітня  | Max-Pax Coffee Classic Філадельфія, США Virginia Slims $50,000 Одиночний розряд – Парний розряд                      | Маргарет Корт Леслі Гант 6–1, 3–6, 6–2       | Франсуаз Дюрр Бетті Стеве           | 3rd: Розмарі Касалс 4th: Леслі Гант   | Валері Зігенфусс Джанет Ньюберрі Ненсі Річі Керрі Мелвілл                 |
| 2 квітня  | Sarasota Open Сарасота, USA Grand Prix (C) (i) – ?S/?D                                                               | Кріс Еверт 6–3, 6–2                          | Івонн Гулагонг-Коулі                | Патті Гоган Гельга Ніссен Мастгофф    | Гейл Шанфро Маріе Пінтерова Сью Стап Марейке Схар                         |
| 2 квітня  | Sarasota Open Сарасота, USA Grand Prix (C) (i) – ?S/?D                                                               | Патті Гоган Шерон Волш 4–6, 6–0, 6–3         | Мартіна Навратілова Маріе Пінтерова | Патті Гоган Гельга Ніссен Мастгофф    | Гейл Шанфро Маріе Пінтерова Сью Стап Марейке Схар                         |
| 9 квітня  | Virginia Slims of Boston Бостон, США Virginia Slims $25,000 Одиночний розряд – Парний розряд                         | Маргарет Корт 6–2, 6–4                       | Біллі Джин Кінг                     | Розмарі Касалс Джулі Гелдман          | Мона Шалло Бетті Стеве Валері Зігенфусс Керрі Мелвілл                     |
| 9 квітня  | Virginia Slims of Boston Бостон, США Virginia Slims $25,000 Одиночний розряд – Парний розряд                         | Розмарі Касалс Біллі Джин Кінг 6–4, 6–2      | Франсуаз Дюрр Бетті Стеве           | Розмарі Касалс Джулі Гелдман          | Мона Шалло Бетті Стеве Валері Зігенфусс Керрі Мелвілл                     |
| 9 квітня  | Miami Beach Pros Маямі-Біч, USA Grand Prix (C) $20,000 Ґрунт – 48S                                                   | Кріс Еверт 3–6, 6–3, 6–2                     | Івонн Гулагонг-Коулі                | Марейке Схар Гельга Ніссен Мастгофф   | Ісабель Фернандес де Сото Патті Гоган Лінда Туеро Маріе Пінтерова         |
| 16 квітня | Virginia Slims of Jacksonville Джексонвілл, США Virginia Slims $25,000 Одиночний розряд – Парний розряд              | Маргарет Корт 5–7, 6–3, 6–1                  | Розмарі Касалс                      | 3rd: Керрі Мелвілл 4th: Венді Овертон | Валері Зігенфусс Джанет Ньюберрі Карен Крантцке Біллі Джин Кінг           |
| 16 квітня | Virginia Slims of Jacksonville Джексонвілл, США Virginia Slims $25,000 Одиночний розряд – Парний розряд              | Розмарі Касалс Біллі Джин Кінг 7–6, 5–7, 6–3 | Франсуаз Дюрр Бетті Стеве           | 3rd: Керрі Мелвілл 4th: Венді Овертон | Валері Зігенфусс Джанет Ньюберрі Карен Крантцке Біллі Джин Кінг           |
| 16 квітня | St. Petersburg Masters Сейнт-Пітерсберґ, USA Grand Prix (C) (i) – ?S/?D                                              | Кріс Еверт 6–2, 0–6, 6–4                     | Івонн Гулагонг-Коулі                | Маріта Редондо Мартіна Навратілова    | Патті Гоган Ісабель Фернандес де Сото Гельга Ніссен Мастгофф Марейке Схар |
| 16 квітня | St. Petersburg Masters Сейнт-Пітерсберґ, USA Grand Prix (C) (i) – ?S/?D                                              | Кріс Еверт Джінн Еверт 6–2, 7–6              | Івонн Гулагонг-Коулі Дженет Янг     | Маріта Редондо Мартіна Навратілова    | Патті Гоган Ісабель Фернандес де Сото Гельга Ніссен Мастгофф Марейке Схар |
| 30 квітня | Family Circle Cup Гілтон-Гед-Айленд (Південна Кароліна), США Virginia Slims $90,000 Одиночний розряд – Парний розряд | Розмарі Касалс 3–6, 6–1, 7–5                 | Ненсі Річі                          | Керрі Мелвілл Біллі Джин Кінг         | Маргарет Корт Бетті Стеве Лорі Флемінг Венді Овертон                      |
| 30 квітня | Family Circle Cup Гілтон-Гед-Айленд (Південна Кароліна), США Virginia Slims $90,000 Одиночний розряд – Парний розряд | Франсуаз Дюрр Бетті Стеве 3–6, 6–4, 6–3      | Розмарі Касалс Біллі Джин Кінг      | Керрі Мелвілл Біллі Джин Кінг         | Маргарет Корт Бетті Стеве Лорі Флемінг Венді Овертон                      |
| 30 квітня | Federation Cup Бад-Гомбург, Німеччина Federation Cup Ґрунт – 30 teams knockout                                       | Австралія · 3–0                              | Південно-Африканська Республіка     | Румунія · Німеччина                   | Нідерланди · Велика Британія · Сполучені Штати Америки · Індонезія        |

### Травень
| Тиждень             | Турнір | Чемпіонки                                                           | Фіналістки                      | Півфіналістки                      | Чвертьфіналістки                                                  |
| ------------------- | --- | ------------------------------------------------------------------- | ------------------------------- | ---------------------------------- | ----------------------------------------------------------------- |
| 7 травня            | British Hard Court Championships Борнмут, Great Britain Grand Prix (C) Ґрунт – ?S/?D/32XD Одиночний розряд, Парний розряд                  | Вірджинія Вейд 6–4, 6–4                                             | Івонн Гулагонг-Коулі            | Діанне Фромгольтц Ліндсі Бівен     | Вероніка Бартон Глініс Коулс Венді Тернбулл Крістін Метісон       |
| 7 травня            | British Hard Court Championships Борнмут, Great Britain Grand Prix (C) Ґрунт – ?S/?D/32XD Одиночний розряд, Парний розряд                  | Patricia Coleman Венді Тернбулл 7–5, 7–5                            | Івонн Гулагонг-Коулі Дженет Янг | Діанне Фромгольтц Ліндсі Бівен     | Вероніка Бартон Глініс Коулс Венді Тернбулл Крістін Метісон       |
| 7 травня            | British Hard Court Championships Борнмут, Great Britain Grand Prix (C) Ґрунт – ?S/?D/32XD Одиночний розряд, Парний розряд                  | Вірджинія Вейд Фрю Макміллан 6–2, 6–3                               | Ілана Клосс Бернард Міттон      | Діанне Фромгольтц Ліндсі Бівен     | Вероніка Бартон Глініс Коулс Венді Тернбулл Крістін Метісон       |
| 14 травня           | Mercedes-Benz Open Lee-on-Solent, Велика Британія Турнір поза серіями Трава Draw                                                           | Івонн Гулагонг-Коулі 6–3, 6–2                                       | Пат Вокден                      |                                    |                                                                   |
| 14 травня           | Mercedes-Benz Open Lee-on-Solent, Велика Британія Турнір поза серіями Трава Draw                                                           | Івонн Гулагонг-Коулі Дженет Янг 6–1, 6–2                            | Джекі Фейтер Пеггі Мічел        |                                    |                                                                   |
| 14 травня           | Surrey Hardcourt Championships Guildford, Велика Британія Турнір поза серіями Трава Draw                                                   | Діанне Фромгольтц 7–5, 6–3                                          | Савамацу Кадзуко                |                                    |                                                                   |
| 14 травня           | Surrey Hardcourt Championships Guildford, Велика Британія Турнір поза серіями Трава Draw                                                   | Патті Гоган / Шерон Волш vs Леслі Чарлз / Глініс Коулс Титул Shared |                                 |                                    |                                                                   |
| 21 травня 28 травня | Відкритий чемпіонат Франції з тенісу Париж, Франція Grand Slam (AA) Ґрунт (Red) – 64S/45Q/32D/32X Одиночний розряд – Парний розряд – Мікст | Маргарет Корт 6–7, 7–6, 6–4                                         | Кріс Еверт                      | Франсуаз Дюрр Івонн Гулагонг-Коулі | Гельга Мастгофф Оділь де Рубен Мартіна Навратілова Катя Еббінгаус |
| 21 травня 28 травня | Відкритий чемпіонат Франції з тенісу Париж, Франція Grand Slam (AA) Ґрунт (Red) – 64S/45Q/32D/32X Одиночний розряд – Парний розряд – Мікст | Маргарет Корт Вірджинія Вейд 6–2, 6–3                               | Франсуаз Дюрр Бетті Стеве       | Франсуаз Дюрр Івонн Гулагонг-Коулі | Гельга Мастгофф Оділь де Рубен Мартіна Навратілова Катя Еббінгаус |
| 21 травня 28 травня | Відкритий чемпіонат Франції з тенісу Париж, Франція Grand Slam (AA) Ґрунт (Red) – 64S/45Q/32D/32X Одиночний розряд – Парний розряд – Мікст | Франсуаз Дюрр Жан-Клод Баркле 6–1, 6–4                              | Бетті Стеве Патріс Домінгес     | Франсуаз Дюрр Івонн Гулагонг-Коулі | Гельга Мастгофф Оділь де Рубен Мартіна Навратілова Катя Еббінгаус |

### Червень
| Тиждень           | Турнір | Чемпіонки                                    | Фіналістки                          | Півфіналістки                           | Чвертьфіналістки                                                |
| ----------------- | --- | -------------------------------------------- | ----------------------------------- | --------------------------------------- | --------------------------------------------------------------- |
| 4 червня          | Internazionali d'Italia Rome, Італія Grand Prix (A) Ґрунт – 48S/24D                                                     | Івонн Гулагонг-Коулі 7–6(8–6), 6–0           | Кріс Еверт                          | Власта Вопічкова Гельга Ніссен Мастгофф | Рената Томанова Крістін Кеммер Лінда Туеро Катя Еббінгаус       |
| 4 червня          | Internazionali d'Italia Rome, Італія Grand Prix (A) Ґрунт – 48S/24D                                                     | Ольга Морозова Вірджинія Вейд 3–6, 6–2, 7–5  | Мартіна Навратілова Рената Томанова | Власта Вопічкова Гельга Ніссен Мастгофф | Рената Томанова Крістін Кеммер Лінда Туеро Катя Еббінгаус       |
| 4 червня          | Rothmans Championships Chicester, Велика Британія Турнір поза серіями Трава Draw                                        | Діанне Фромгольтц 6–1, 6–0                   | Брігітт Куйперс                     |                                         |                                                                 |
| 4 червня          | Rothmans Championships Chicester, Велика Британія Турнір поза серіями Трава Draw                                        | Джулі Гелдман Енн Кійомура 7–5, 6–3          | Джекі Фейтер Пеггі Мічел            |                                         |                                                                 |
| 11 червня         | German Open Гамбург, West Німеччина Grand Prix (B) Ґрунт – 32S/16D                                                      | Гельга Ніссен Мастгофф 6–4, 6–1              | Пат Вокден                          | Савамацу Кадзуко Марейке Схар           | Міма Яушовець Фйорелла Бонічеллі Крістін Кеммер Рената Томанова |
| 11 червня         | German Open Гамбург, West Німеччина Grand Prix (B) Ґрунт – 32S/16D                                                      | Гельга Ніссен Мастгофф Гайде Орт 6–1, 6–2    | Крістін Кеммер Лаура Россоув        | Савамацу Кадзуко Марейке Схар           | Міма Яушовець Фйорелла Бонічеллі Крістін Кеммер Рената Томанова |
| 11 червня         | John Гравець Open Ноттінгем, Great Britain Grand Prix (B) Трава – 32S/16D                                               | Біллі Джин Кінг 8–6, 6–4                     | Вірджинія Вейд                      | Розмарі Касалс Кріс Еверт               | Лені Калігіс Патті Гоган Пем Тігуарден Глініс Коулс             |
| 11 червня         | John Гравець Open Ноттінгем, Great Britain Grand Prix (B) Трава – 32S/16D                                               | Розмарі Касалс Біллі Джин Кінг 6–2, 9–7      | Кріс Еверт Бетті Стеве              | Розмарі Касалс Кріс Еверт               | Лені Калігіс Патті Гоган Пем Тігуарден Глініс Коулс             |
| 11 червня         | Green Shield Kent Championships Beckenham, Велика Британія Турнір поза серіями Трава Draw                               | Діанне Фромгольтц 7–5, 0–6, 6–1              | Джанет Ньюберрі                     |                                         |                                                                 |
| 11 червня         | Green Shield Kent Championships Beckenham, Велика Британія Турнір поза серіями Трава Draw                               | Марина Крошина Ольга Морозова 8–6, 6–3       | Джекі Фейтер Пеггі Мічел            |                                         |                                                                 |
| 18 червня         | Rothmans Championships London, Great Britain Grand Prix (C) Трава – ?S/?D                                               | Ольга Морозова 6–2, 6–3                      | Івонн Гулагонг-Коулі                | Валері Зігенфусс Джулі Гелдман          | Крістін Кеммер Маріта Редондо Керрі Мелвілл Кріс Еверт          |
| 18 червня         | Rothmans Championships London, Great Britain Grand Prix (C) Трава – ?S/?D                                               | Розмарі Касалс Біллі Джин Кінг 4–6, 6–3, 7–5 | Франсуаз Дюрр Бетті Стеве           | Валері Зігенфусс Джулі Гелдман          | Крістін Кеммер Маріта Редондо Керрі Мелвілл Кріс Еверт          |
| 25 червня 2 липня | Вімблдонський турнір London, Great Britain Grand Slam (AA) Трава – 96S/50D/80X Одиночний розряд – Парний розряд – Мікст | Біллі Джин Кінг 6–0, 7–5                     | Кріс Еверт                          | Маргарет Корт Івонн Гулагонг-Коулі      | Ольга Морозова Розмарі Касалс Вірджинія Вейд Керрі Мелвілл      |
| 25 червня 2 липня | Вімблдонський турнір London, Great Britain Grand Slam (AA) Трава – 96S/50D/80X Одиночний розряд – Парний розряд – Мікст | Розмарі Касалс Біллі Джин Кінг 6–1, 4–6, 7–5 | Франсуаз Дюрр Бетті Стеве           | Маргарет Корт Івонн Гулагонг-Коулі      | Ольга Морозова Розмарі Касалс Вірджинія Вейд Керрі Мелвілл      |
| 25 червня 2 липня | Вімблдонський турнір London, Great Britain Grand Slam (AA) Трава – 96S/50D/80X Одиночний розряд – Парний розряд – Мікст | Біллі Джин Кінг Овен Девідсон 6–3, 6–2       | Джанет Ньюберрі Рауль Рамірес       | Маргарет Корт Івонн Гулагонг-Коулі      | Ольга Морозова Розмарі Касалс Вірджинія Вейд Керрі Мелвілл      |

### Липень
| Тиждень  | Турнір                                                                                       | Чемпіонки                                                                            | Фіналістки                                                   | Півфіналістки                           | Чвертьфіналістки                                                  |  |
| -------- | -------------------------------------------------------------------------------------------- | ------------------------------------------------------------------------------------ | ------------------------------------------------------------ | --------------------------------------- | ----------------------------------------------------------------- |  |
| 9 липня  | Düsseldorf Open Дюссельдорф, West Німеччина Grand Prix (A) Ґрунт – 26S/13D                   | Гельга Ніссен Мастгофф 6–4, 6–4                                                      | Івонн Гулагонг-Коулі                                         | Катя Еббінгаус Савамацу Кадзуко         | Ісабель Фернандес де Сото Бетті Стеве Пат Вокден Пем Тігуарден    |  |
| 9 липня  | Düsseldorf Open Дюссельдорф, West Німеччина Grand Prix (A) Ґрунт – 26S/13D                   | Івонн Гулагонг-Коулі / Дженет Янг vs Гельга Ніссен Мастгофф / Гайде Орт Титул Shared |                                                              | Катя Еббінгаус Савамацу Кадзуко         | Ісабель Фернандес де Сото Бетті Стеве Пат Вокден Пем Тігуарден    |  |
| 9 липня  | Carrolls Irish Open Дублін, Ірландія Grand Prix (B) Трава – 32S/16D                          | Маргарет Корт 6–2, 6–4                                                               | Вірджинія Вейд                                               | Гелен Гурлей Patricia Coleman           | Жеральдін Барнівіль Вероніка Бартон Карен Крантцке Венді Тернбулл |  |
| 9 липня  | Carrolls Irish Open Дублін, Ірландія Grand Prix (B) Трава – 32S/16D                          | Маргарет Корт Вірджинія Вейд 8–6, 3–6, 6–4                                           | Гелен Гурлей Карен Крантцке                                  | Гелен Гурлей Patricia Coleman           | Жеральдін Барнівіль Вероніка Бартон Карен Крантцке Венді Тернбулл |  |
| 9 липня  | Green Shield Welsh Championships Ньюпорт (Род-Айленд), США Турнір поза серіями Трава Draw    | Джулі Гелдман 1–6, 6–1, 11–9                                                         | Діанне Фромгольтц                                            |                                         |                                                                   |  |
| 9 липня  | Green Shield Welsh Championships Ньюпорт (Род-Айленд), США Турнір поза серіями Трава Draw    | Патті Гоган / Шерон Волш vs Діанне Фромгольтц / Джулі Гелдман Титул Shared           |                                                              |                                         |                                                                   |  |
| 16 липня | Rothmans North of England Championships Hoylake, Great Britain Grand Prix (C) ?S/?D          | Патті Гоган 11–9, 4–6, 6–4                                                           | Шерон Волш                                                   | Вірджинія Вейд Карен Крантцке           | Венді Тернбулл Вероніка Бартон Діанне Фромгольтц Ліндсі Блечфорд  |  |
| 16 липня | Rothmans North of England Championships Hoylake, Great Britain Grand Prix (C) ?S/?D          | Карен Крантцке Вірджинія Вейд 5–7, 6–4, 6–1                                          | Патті Гоган Шерон Волш                                       | Вірджинія Вейд Карен Крантцке           | Венді Тернбулл Вероніка Бартон Діанне Фромгольтц Ліндсі Блечфорд  |  |
| 16 липня | Austrian Open Кіцбюель, Австрія Турнір поза серіями Ґрунт Draw                               | Івонн Гулагонг-Коулі vs Ольга Морозова Cancelled due to rain                         | Івонн Гулагонг-Коулі vs Ольга Морозова Cancelled due to rain |                                         |                                                                   |  |
| 23 липня | Marie O. Clarke Memorial Клівленд, США Grand Prix (B) 8S/4D                                  | Кріс Еверт 6–0, 6–0                                                                  | Лінда Туеро                                                  | Дженіс Меткалф Наталі Фук               | Тріш Бостром Пат Вокден Мерілін Теш Сьюзен Мінфорд                |  |
| 23 липня | Marie O. Clarke Memorial Клівленд, США Grand Prix (B) 8S/4D                                  | Ілана Клосс Пат Вокден 1–6, 7–6, 6–1                                                 | Дженіс Меткалф Лорі Тенні                                    | Дженіс Меткалф Наталі Фук               | Тріш Бостром Пат Вокден Мерілін Теш Сьюзен Мінфорд                |  |
| 30 липня | Atlantic City Open Атлантик-Сіті, США Grand Prix (B) 32S/16D                                 | Кріс Еверт 6–2, 7–5                                                                  | Маріта Редондо                                               | Лорі Тенні Пат Вокден                   | Мішель Ґюрдал Шерон Волш Наталі Фук Кейт Летем                    |  |
| 30 липня | Atlantic City Open Атлантик-Сіті, США Grand Prix (B) 32S/16D                                 | Кріс Еверт Маріта Редондо 6–4, 6–4                                                   | Ілана Клосс Пат Вокден                                       | Лорі Тенні Пат Вокден                   | Мішель Ґюрдал Шерон Волш Наталі Фук Кейт Летем                    |  |
| 30 липня | Virginia Slims of Denver Денвер, США Virginia Slims $30,000 Одиночний розряд – Парний розряд | Біллі Джин Кінг 6–4, 6–2                                                             | Бетті Стеве                                                  | 3rd: Джулі Гелдман 4th: Джанет Ньюберрі | Карен Крантцке Пем Тігуарден Барбара Даунс Розмарі Касалс         |  |
| 30 липня | Virginia Slims of Denver Денвер, США Virginia Slims $30,000 Одиночний розряд – Парний розряд | Розмарі Касалс & Біллі Джин Кінг vs Франсуаз Дюрр & Бетті Стеве 3–2 suspended        |                                                              | 3rd: Джулі Гелдман 4th: Джанет Ньюберрі | Карен Крантцке Пем Тігуарден Барбара Даунс Розмарі Касалс         |  |

### Серпень
| Тиждень             | Турнір | Чемпіонки                                   | Фіналістки                                   | Півфіналістки                          | Чвертьфіналістки                                             |
| ------------------- | --- | ------------------------------------------- | -------------------------------------------- | -------------------------------------- | ------------------------------------------------------------ |
| 6 серпня            | Commerce Union Classic Нашвілл, США Virginia Slims $30,000 Одиночний розряд – Парний розряд                                 | Маргарет Корт 6–3, 4–6, 6–2                 | Біллі Джин Кінг                              | Розмарі Касалс Франсуаз Дюрр           | Кеті Кюйкендалл Мона Шалло Джанет Ньюберрі Бетті Стеве       |
| 6 серпня            | Commerce Union Classic Нашвілл, США Virginia Slims $30,000 Одиночний розряд – Парний розряд                                 | Франсуаз Дюрр Бетті Стеве 6–4, 6–7, 6–1     | Карен Крантцке Джанет Ньюберрі               | Розмарі Касалс Франсуаз Дюрр           | Кеті Кюйкендалл Мона Шалло Джанет Ньюберрі Бетті Стеве       |
| 6 серпня            | Cincinnati Open Цинциннаті, США Grand Prix (B) Ґрунт – 32S/16D                                                              | Івонн Гулагонг-Коулі 6–2, 7–5               | Кріс Еверт                                   | Джінн Еверт Ілана Клосс                | Пат Вокден Шерон Волш Енн Кійомура Ісабель Фернандес де Сото |
| 6 серпня            | Cincinnati Open Цинциннаті, США Grand Prix (B) Ґрунт – 32S/16D                                                              | Ілана Клосс Пат Вокден 7–6, 3–6, 6–2        | Івонн Гулагонг-Коулі Дженет Янг              | Джінн Еверт Ілана Клосс                | Пат Вокден Шерон Волш Енн Кійомура Ісабель Фернандес де Сото |
| 13 серпня           | Jersey Shore Classic Нью-Джерсі, США Virginia Slims $30,000 Одиночний розряд – Парний розряд                                | Маргарет Корт 4–6, 6–2, 6–3                 | Леслі Гант                                   | Розмарі Касалс Карен Крантцке          | Керрі Гарріс Джанет Ньюберрі Торі Фрец Джой Швікерт          |
| 13 серпня           | Jersey Shore Classic Нью-Джерсі, США Virginia Slims $30,000 Одиночний розряд – Парний розряд                                | Франсуаз Дюрр Бетті Стеве 6–4, 6–7, 6–1     | Джулі Ентоні Мона Шалло                      | Розмарі Касалс Карен Крантцке          | Керрі Гарріс Джанет Ньюберрі Торі Фрец Джой Швікерт          |
| 13 серпня           | U.S. Clay Court Championships Індіанаполіс, США Grand Prix (B) Ґрунт – 32S/16D                                              | Кріс Еверт 6–4, 6–3                         | Вероніка Бартон                              | Лінда Туеро Ліндсі Бівен               | Пат Вокден Ілана Клосс Джінн Еверт Дженет Гаас               |
| 13 серпня           | U.S. Clay Court Championships Індіанаполіс, США Grand Prix (B) Ґрунт – 32S/16D                                              | Патті Гоган Шерон Волш 6–4, 6–4             | Фйорелла Бонічеллі Ісабель Фернандес де Сото | Лінда Туеро Ліндсі Бівен               | Пат Вокден Ілана Клосс Джінн Еверт Дженет Гаас               |
| 20 серпня           | Virginia Slims Grass Court Championships Ньюпорт (Род-Айленд), США Virginia Slims $30,000 Одиночний розряд – Парний розряд  | Маргарет Корт 6–3, 6–2                      | Джулі Гелдман                                | 3rd: Керрі Мелвілл 4th: Крістін Кеммер | Леслі Гант Бетті Стеве Розмарі Касалс Франсуаз Дюрр          |
| 20 серпня           | Virginia Slims Grass Court Championships Ньюпорт (Род-Айленд), США Virginia Slims $30,000 Одиночний розряд – Парний розряд  | Франсуаз Дюрр Бетті Стеве 6–4, 6–3          | Джанет Ньюберрі Пем Тігуарден                | 3rd: Керрі Мелвілл 4th: Крістін Кеммер | Леслі Гант Бетті Стеве Розмарі Касалс Франсуаз Дюрр          |
| 20 серпня           | Canadian Open Торонто, Канада Grand Prix (C) Ґрунт – ?S/?D                                                                  | Івонн Гулагонг-Коулі 7–6(7–2), 6–4          | Гельга Ніссен Мастгофф                       | Пеггі Мічел Мартіна Навратілова        | Мерілін Теш Наталі Фук Susan Stone Дженіс Тіндл              |
| 20 серпня           | Canadian Open Торонто, Канада Grand Prix (C) Ґрунт – ?S/?D                                                                  | Івонн Гулагонг-Коулі Пеггі Мічел 6–3, 6–2   | Гельга Ніссен Мастгофф Мартіна Навратілова   | Пеггі Мічел Мартіна Навратілова        | Мерілін Теш Наталі Фук Susan Stone Дженіс Тіндл              |
| 27 серпня 3 вересня | Відкритий чемпіонат США з тенісу Нью-Йорк, США Grand Slam (AA) Трава – 64S/32D/32X Одиночний розряд – Парний розряд – Мікст | Маргарет Корт 7–6, 5–7, 6–2                 | Івонн Гулагонг-Коулі                         | Гельга Мастгофф Кріс Еверт             | Джулі Гелдман Керрі Мелвілл Розмарі Касалс Вірджинія Вейд    |
| 27 серпня 3 вересня | Відкритий чемпіонат США з тенісу Нью-Йорк, США Grand Slam (AA) Трава – 64S/32D/32X Одиночний розряд – Парний розряд – Мікст | Маргарет Корт Вірджинія Вейд 3–6, 6–3, 7–5  | Розмарі Касалс Біллі Джин Кінг               | Гельга Мастгофф Кріс Еверт             | Джулі Гелдман Керрі Мелвілл Розмарі Касалс Вірджинія Вейд    |
| 27 серпня 3 вересня | Відкритий чемпіонат США з тенісу Нью-Йорк, США Grand Slam (AA) Трава – 64S/32D/32X Одиночний розряд – Парний розряд – Мікст | Біллі Джин Кінг Овен Девідсон 6–3, 3–6, 7–6 | Маргарет Корт Марті Ріссен                   | Гельга Мастгофф Кріс Еверт             | Джулі Гелдман Керрі Мелвілл Розмарі Касалс Вірджинія Вейд    |

### Вересень
| Тиждень    | Турнір | Чемпіонки                                | Фіналістки                      | Півфіналістки                                                | Чвертьфіналістки                                           |
| ---------- | --- | ---------------------------------------- | ------------------------------- | ------------------------------------------------------------ | ---------------------------------------------------------- |
| 10 вересня | Virginia Slims of St. Louis Сент-Луїс, США Virginia Slims $30,000 Одиночний розряд – Парний розряд          | Розмарі Касалс 6–4, 6–7, 6–0             | Карен Крантцке                  | Пем Тігуарден Керрі Мелвілл                                  | Крістін Кеммер Бетті Стеве Мері-Енн Ейсел Керрі Гарріс     |
| 10 вересня | Virginia Slims of St. Louis Сент-Луїс, США Virginia Slims $30,000 Одиночний розряд – Парний розряд          | Карен Крантцке Мона Шалло 6–4, 7–6       | Бетті Стеве Пем Тігуарден       | Пем Тігуарден Керрі Мелвілл                                  | Крістін Кеммер Бетті Стеве Мері-Енн Ейсел Керрі Гарріс     |
| 10 вересня | Four Roses Classic Шарлотт (Північна Кароліна), США Grand Prix (A) 30S/16D                                  | Івонн Гулагонг-Коулі 6–2, 6–0            | Eugenia Birioukova              | Савамацу Кадзуко Мартіна Навратілова                         | Вероніка Бартон Джекі Фейтер Ольга Морозова Марина Крошина |
| 10 вересня | Four Roses Classic Шарлотт (Північна Кароліна), США Grand Prix (A) 30S/16D                                  | Івонн Гулагонг-Коулі Дженет Янг 6–2, 6–0 | Ілана Клосс Мартіна Навратілова | Савамацу Кадзуко Мартіна Навратілова                         | Вероніка Бартон Джекі Фейтер Ольга Морозова Марина Крошина |
| 10 вересня | World Invitational Sea Pines Гілтон-Гед-Айленд (Південна Кароліна), США Турнір поза серіями Килим Draw      | Маргарет Корт Walkover                   | Кріс Еверт                      |                                                              |                                                            |
| 17 вересня | Virginia Slims of Houston Х'юстон, США Virginia Slims $30,000 Одиночний розряд – Парний розряд              | Франсуаз Дюрр 6–4, 1–6, 6–4              | Розмарі Касалс                  | 3rd/4th: Ненсі Річі Біллі Джин Кінг shared, match abandoned. | Робін Тенні Торі Фрец Джулі Гелдман Керрі Мелвілл          |
| 17 вересня | Virginia Slims of Houston Х'юстон, США Virginia Slims $30,000 Одиночний розряд – Парний розряд              | Мона Шалло Пем Тігуарден 6–3, 5–7, 6–4   | Франсуаз Дюрр Бетті Стеве       | 3rd/4th: Ненсі Річі Біллі Джин Кінг shared, match abandoned. | Робін Тенні Торі Фрец Джулі Гелдман Керрі Мелвілл          |
| 24 вересня | Virginia Slims of Columbus Колумбус (Джорджія), США Virginia Slims $30,000 Одиночний розряд – Парний розряд | Кріс Еверт Walkover                      | Маргарет Корт                   | Джулі Гелдман Розмарі Касалс                                 | Кеті Кюйкендалл Бетті Стеве Леслі Гант Лорі Флемінг        |
| 24 вересня | Virginia Slims of Columbus Колумбус (Джорджія), США Virginia Slims $30,000 Одиночний розряд – Парний розряд | Франсуаз Дюрр Бетті Стеве 7–5, 7–5       | Мона Шалло Пем Тігуарден        | Джулі Гелдман Розмарі Касалс                                 | Кеті Кюйкендалл Бетті Стеве Леслі Гант Лорі Флемінг        |

### Жовтень
| Тиждень   | Турнір                                                                                           | Чемпіонки                                   | Фіналістки                     | Півфіналістки                          | Чвертьфіналістки                                        |  |
| --------- | ------------------------------------------------------------------------------------------------ | ------------------------------------------- | ------------------------------ | -------------------------------------- | ------------------------------------------------------- |  |
| 1 жовтня  | Virginia Slims of Phoenix Фінікс, США Virginia Slims $40,000 Одиночний розряд – Парний розряд    | Біллі Джин Кінг 6–1, 6–3                    | Ненсі Річі                     | 3rd: Керрі Мелвілл 4th: Розмарі Касалс | Бетті Стеве Джулі Гелдман Франсуаз Дюрр Крістін Кеммер  |  |
| 1 жовтня  | Virginia Slims of Phoenix Фінікс, США Virginia Slims $40,000 Одиночний розряд – Парний розряд    | Керрі Гарріс Керрі Мелвілл 6–4, 6–4         | Розмарі Касалс Біллі Джин Кінг | 3rd: Керрі Мелвілл 4th: Розмарі Касалс | Бетті Стеве Джулі Гелдман Франсуаз Дюрр Крістін Кеммер  |  |
| 15 жовтня | Virginia Slims Championships Бока-Ратон, США Фінал WTA $100,000 Одиночний розряд – Парний розряд | Кріс Еверт 6–3, 6–3                         | Ненсі Річі                     | Франсуаз Дюрр Керрі Мелвілл            | Джанет Ньюберрі Вірджинія Вейд Мона Шалло Джулі Гелдман |  |
| 15 жовтня | Virginia Slims Championships Бока-Ратон, США Фінал WTA $100,000 Одиночний розряд – Парний розряд | Розмарі Касалс Маргарет Корт 6–2, 6–4       | Франсуаз Дюрр Бетті Стеве      | Франсуаз Дюрр Керрі Мелвілл            | Джанет Ньюберрі Вірджинія Вейд Мона Шалло Джулі Гелдман |  |
| 22 жовтня | Virginia Slims of Hawaii Гонолулу, США Virginia Slims $30,000 Одиночний розряд – Парний розряд   | Біллі Джин Кінг 6–1, 6–1                    | Гелен Гурлей                   | Марсі Луї Керрі Мелвілл                | Тріш Бостром Карен Крантцке Венді Епплбі Керрі Гарріс   |  |
| 22 жовтня | Virginia Slims of Hawaii Гонолулу, США Virginia Slims $30,000 Одиночний розряд – Парний розряд   | Керрі Гарріс Керрі Мелвілл 6–3, 3–6, 6–3    | Гелен Гурлей Карен Крантцке    | Марсі Луї Керрі Мелвілл                | Тріш Бостром Карен Крантцке Венді Епплбі Керрі Гарріс   |  |
| 22 жовтня | Dewar Circuit Аберавон, Велика Британія Турнір поза серіями Ґрунт Draw                           | Вірджинія Вейд 6–3, 6–1                     | Джулі Гелдман                  |                                        |                                                         |  |
| 22 жовтня | Dewar Circuit Аберавон, Велика Британія Турнір поза серіями Ґрунт Draw                           | Маріта Редондо Вірджинія Вейд 4–6, 6–3, 7–6 | Джулі Гелдман Енн Кійомура     |                                        |                                                         |  |
| 29 жовтня | Dewar Circuit Единбург, Велика Британія Турнір поза серіями Ґрунт Draw                           | Вірджинія Вейд 6–4, 3–6, 6–1                | Джулі Гелдман                  |                                        |                                                         |  |
| 29 жовтня | Dewar Circuit Единбург, Велика Британія Турнір поза серіями Ґрунт Draw                           | Маріта Редондо Вірджинія Вейд 6–1, 2–6, 6–4 | Джулі Гелдман Енн Кійомура     |                                        |                                                         |  |

### Листопад
| Тиждень      | Турнір                                                                            | Чемпіонки                                      | Фіналістки                 | Півфіналістки                 | Чвертьфіналістки                                 |
| ------------ | --------------------------------------------------------------------------------- | ---------------------------------------------- | -------------------------- | ----------------------------- | ------------------------------------------------ |
| 5 листопада  | Dewar Circuit Billingham, Велика Британія Турнір поза серіями Ґрунт Draw          | Вірджинія Вейд 6–2, 6–0                        | Наталі Фук                 |                               |                                                  |
| 5 листопада  | Dewar Circuit Billingham, Велика Британія Турнір поза серіями Ґрунт Draw          | Маріта Редондо Вірджинія Вейд 6–7, 6–3, 6–2    | Глініс Коулс Шерон Волш    |                               |                                                  |
| 12 листопада | Dewar Circuit Final Лондон, Велика Британія Турнір поза серіями Ґрунт Draw        | Вірджинія Вейд 6–2, 3–6, 7–5                   | Джулі Гелдман              |                               |                                                  |
| 12 листопада | Fred Perry Japan Open Токіо, Японія Турнір поза серіями Килим (i) Draw            | Івонн Гулагонг-Коулі 6–3, 6–4                  | Гельга Ніссен Мастгофф     |                               |                                                  |
| 19 листопада | South African Open (теніс) Йоганнесбург, ПАР Grand Prix (A) Тверде – 60S/30D/16XD | Кріс Еверт 6–3, 6–3                            | Івонн Гулагонг-Коулі       | Крістін Кеммер Вірджинія Вейд | Лінкі Бошофф Пат Вокден Джулі Ентоні Ілана Клосс |
| 19 листопада | South African Open (теніс) Йоганнесбург, ПАР Grand Prix (A) Тверде – 60S/30D/16XD | Лінкі Бошофф Ілана Клосс 7–6, 2–6, 6–1         | Кріс Еверт Вірджинія Вейд  | Крістін Кеммер Вірджинія Вейд | Лінкі Бошофф Пат Вокден Джулі Ентоні Ілана Клосс |
| 19 листопада | South African Open (теніс) Йоганнесбург, ПАР Grand Prix (A) Тверде – 60S/30D/16XD | Івонн Гулагонг-Коулі Юрген Фассбендер 6–3, 6–2 | Ілана Клосс Бернард Міттон | Крістін Кеммер Вірджинія Вейд | Лінкі Бошофф Пат Вокден Джулі Ентоні Ілана Клосс |
| 19 листопада | Tokyo Gunze Classic Токіо, Японія Турнір поза серіями Килим (i) Draw              | Біллі Джин Кінг 6–4, 6–4                       | Ненсі Річі                 |                               |                                                  |

## Статистика
Познасення
| Турніри Великого шолома |
| Фінал WTA               |
| Virginia Slims          |

### Титули здобуті тенісистками
| Всього | Гравець               | S | D | X | S | D | S | D | S  | D | X |
| ------ | --------------------- | - | - | - | - | - | - | - | -- | - | - |
| 23     | Маргарет Корт (AUS)   | ● | ● |   |   | ● | ● | ● | 16 | 7 | 0 |
| 13     | Біллі Джин Кінг (USA) | ● | ● | ● |   |   | ● | ● | 5  | 6 | 2 |
| 10     | Розмарі Касалс (USA)  |   | ● |   |   | ● | ● | ● | 2  | 8 | 0 |
| 8      | Франсуаз Дюрр (FRA)   |   |   | ● |   |   | ● | ● | 1  | 6 | 1 |
| 6      | Бетті Стеве (NED)     |   |   |   |   |   |   | ● | 0  | 6 | 0 |
| 3      | Вірджинія Вейд (GBR)  |   | ● |   |   |   |   |   | 0  | 3 | 0 |
| 3      | Керрі Мелвілл (AUS)   |   |   |   |   |   | ● | ● | 1  | 2 | 0 |
| 3      | Леслі Гант (AUS)      |   |   |   |   |   |   | ● | 0  | 3 | 0 |
| 2      | Кріс Еверт (USA)      |   |   |   | ● |   | ● |   | 2  | 0 | 0 |
| 2      | Керрі Гарріс (AUS)    |   |   |   |   |   |   | ● | 0  | 2 | 0 |
| 2      | Джулі Гелдман (USA)   |   |   |   |   |   |   | ● | 0  | 2 | 0 |
| 2      | Мона Шалло (USA)      |   |   |   |   |   |   | ● | 0  | 2 | 0 |
| 2      | Пем Тігуарден (USA)   |   |   |   |   |   |   | ● | 0  | 2 | 0 |
| 1      | Карен Крантцке (AUS)  |   |   |   |   |   |   | ● | 0  | 1 | 0 |
| 1      | Джанет Ньюберрі (USA) |   |   |   |   |   |   | ● | 0  | 1 | 0 |

### Титули за країнами
| Всього | Nation                | S | D | X | S | D | S  | D  | S  | D  | X |
| ------ | --------------------- | - | - | - | - | - | -- | -- | -- | -- | - |
| 27     | Австралія (AUS)       | 3 | 3 | 0 | 0 | 1 | 14 | 6  | 17 | 10 | 0 |
| 23     | США (USA)             | 1 | 1 | 2 | 1 | 1 | 7  | 10 | 9  | 12 | 2 |
| 8      | Франція (FRA)         | 0 | 0 | 1 | 0 | 0 | 1  | 6  | 1  | 6  | 1 |
| 6      | Нідерланди (NED)      | 0 | 0 | 0 | 0 | 0 | 0  | 6  | 0  | 6  | 0 |
| 3      | Велика Британія (GBR) | 0 | 3 | 0 | 0 | 0 | 0  | 0  | 0  | 3  | 0 |